# Copa Venezuela 2017
La Copa Venezuela 2017 fue  la 44.ª edición del torneo de copa entre clubes de Venezuela, y en el cual participaron clubes de la Primera División, Segunda División y Tercera División. El torneo es dirigido por la Federación Venezolana de Fútbol.

## Equipos participantes
| Primera Fase                 | Primera Fase                    | Primera Fase                  | Primera Fase                    |
| ---------------------------- | ------------------------------- | ----------------------------- | ------------------------------- |
| UDC Margarita CF (3°)        | Deportivo Nueva Esparta (3°)    | Ciudad Vinotinto (3°)         | Minasoro FC (3°)                |
| Minervén SC (3°)             | EF Profesor Mejía (3°)          | Pellícano FC (3°)             | Hermandad Gallega FC (3°)       |
| Libertador FC (3°)           | Arroceros FC (3°)               | Ortiz FC (3°)                 | Pacairigua SC (3°)              |
| UD Lara (3°)                 | Madeira Club Lara (3°)          | Talentos del Sur (3°)         | Ilusión Naranja Barinas FC (3°) |
| Internacional Turén (3°)     | Policía de Lara FC (3°)         | Independiente La Fría (3°)    | (3°) Politáchira FC (3°)        |
| Atlético Mérida FC (3°)      |                                 |                               |                                 |
| Segunda Fase                 |                                 |                               |                                 |
| Llaneros de Guanare EF (2°)  | Atlético Guanare (2°)           | Margarita FC (2°)             | Titanes FC (2°)                 |
| Ureña SC (2°)                | UCV FC (2°)                     | Real Frontera SC (2°)         | ULA FC (2°)                     |
| Tucanes de Amazonas (2°)     | Academia Puerto Cabello (2°)    | Yaracuyanos FC (2°)           | Yaracuy FC (2°)                 |
| Gran Valencia FC (2°)        | Petare FC (2°)                  | Angostura FC (2°)             | Petroleros de Anzoátegui (2°)   |
| Estudiantes de Caracas (2°)  | Unión Atlético Falcón (2°)      | Lala FC (2°)                  | Chicó de Guayana (2°)           |
| Atlético El Vigía (2°)       |                                 |                               |                                 |
| Dieciseisavos de final       |                                 |                               |                                 |
| Atlético Venezuela C.F. (1°) | Aragua F.C. (1°)                | Atlético Socopó F.C. (1°)     | Deportivo Lara (1°)             |
| Carabobo F.C. (1°)           | Caracas F.C. (1°)               | Deportivo Anzoátegui S.C.(1°) | Deportivo Táchira F.C. (1°)     |
| Deportivo JBL del Zulia (1°) | Deportivo La Guaira (1°)        | Metropolitanos F.C. (1°)      | Mineros de Guayana (1°)         |
| Monagas S.C. (1°)            | Estudiantes de Mérida F.C. (1°) | Portuguesa F.C. (1°)          | Trujillanos F.C. (1°)           |
| Zamora F.C. (1°)             | Zulia F.C. (1°)                 |                               |                                 |

Originalmente participarían 60 equipos, pero Policía de Lara, de tercera división, abandonó la copa sin jugar ningún partido.

## Distribución
|                                     | Equipos que entran en esta fase |
| ----------------------------------- | --- |
| Primera Fase (21 equipos)           | - 21 equipos de la Tercera División Venezolana 2017 (que no sean equipos filiales).                                                                        |
| Segunda Fase (28 equipos)           | - 21 equipos de la Segunda División de Venezuela 2017 (que no sean equipos filiales). - 7 equipos de la Primera Fase, ganadores de sus respectivas llaves. |
| Dieciseisavos de final (32 equipos) | - 18 equipos de la Primera División de Venezuela 2017. - 14 equipos de la Segunda Fase, ganadores de sus respectivas llaves.                               |

## Primera fase
La primera fase se jugará con la participación de 21 equipos de la Tercera División Venezolana 2017 ordenados en siete grupos de tres equipos, de acuerdo a su proximidad geográfica. Cada equipo jugará una vez contra cada rival, un partido de local y otro de visitante. Los partidos se disputarán entre el 26 de abril y el 10 de mayo de 2017. Avanzará a la siguiente fase el ganador de cada grupo.

### Zona Centro Oriental
Grupo 1
|   | Equipo                  | JJ | JG | JE | JP | GF | GC | PTS | DG |
| - | ----------------------- | -- | -- | -- | -- | -- | -- | --- | -- |
| 1 | Deportivo Nueva Esparta | 2  | 0  | 2  | 0  | 04 | 04 | 2   | 0  |
| 2 | Fundación UDC           | 2  | 0  | 2  | 0  | 03 | 03 | 2   | 0  |
| 3 | Ciudad Vinotinto        | 2  | 0  | 2  | 0  | 03 | 03 | 2   | 0  |

| Fecha       | Estadio             | Equipo local       | Resultado | Equipo visitante   |
| ----------- | ------------------- | ------------------ | --------- | ------------------ |
| 26 de abril | Ciudad Deportiva    | Fundación UDC      | 2-2       | Dvo. Nueva Esparta |
| 3 de mayo   | Ciudad Deportiva    | Dvo. Nueva Esparta | 2-2       | Ciudad Vinotinto   |
| 10 de mayo  | CD Ciudad Vinotinto | Ciudad Vinotinto   | 1-1       | Fundación UDC      |

Grupo 2
|   | Equipo            | JJ | JG | JE | JP | GF | GC | PTS | DG |
| - | ----------------- | -- | -- | -- | -- | -- | -- | --- | -- |
| 1 | Minasoro FC       | 2  | 1  | 1  | 0  | 04 | 02 | 4   | 2  |
| 2 | Minerven SC       | 2  | 1  | 1  | 0  | 03 | 02 | 4   | 1  |
| 3 | EF Profesor Mejía | 2  | 0  | 0  | 2  | 00 | 03 | 0   | -3 |

| Fecha       | Estadio           | Equipo local   | Resultado | Equipo visitante |
| ----------- | ----------------- | -------------- | --------- | ---------------- |
| 26 de abril | Héctor Thomas     | Minasoro FC    | 2-2       | Minerven SC      |
| 3 de mayo   | Héctor Thomas     | Minerven SC    | 1-0       | Escuela Mejías   |
| 10 de mayo  | Alexander Bottini | Escuela Mejías | 0-2       | Minasoro FC      |

Grupo 3
|   | Equipo               | JJ | JG | JE | JP | GF | GC | PTS | DG |
| - | -------------------- | -- | -- | -- | -- | -- | -- | --- | -- |
| 1 | Hermandad Gallega FC | 2  | 2  | 0  | 0  | 05 | 02 | 6   | 3  |
| 2 | Pellícano FC         | 2  | 1  | 0  | 1  | 04 | 04 | 3   | 0  |
| 3 | Libertador FC        | 2  | 0  | 0  | 2  | 03 | 06 | 0   | -3 |

| Fecha       | Estadio             | Equipo local      | Resultado | Equipo visitante  |
| ----------- | ------------------- | ----------------- | --------- | ----------------- |
| 26 de abril | Cancha Fray Luis I  | Pellicanos FC     | 1-2       | Hermandad Gallega |
| 3 de mayo   | Valle Fresco        | Hermandad Gallega | 3-1       | Libertador FC     |
| 10 de mayo  | Cancha Fray Luis II | Libertador FC     | 2-3       | Pellicanos FC     |

Grupo 4
|   | Equipo        | JJ | JG | JE | JP | GF | GC | PTS | DG |
| - | ------------- | -- | -- | -- | -- | -- | -- | --- | -- |
| 1 | Pacairigua SC | 2  | 1  | 0  | 1  | 07 | 06 | 3   | 2  |
| 2 | Arroceros FC  | 2  | 1  | 0  | 1  | 03 | 03 | 3   | 0  |
| 3 | Ortiz FC      | 2  | 1  | 0  | 1  | 06 | 07 | 3   | -1 |

| Fecha       | Estadio             | Equipo local  | Resultado | Equipo visitante |
| ----------- | ------------------- | ------------- | --------- | ---------------- |
| 26 de abril | Alfredo Simonpietri | Arroceros FC  | 3-0       | Ortiz FC         |
| 3 de mayo   | Alfredo Simonpietri | Ortiz FC      | 6-4       | Pacairigua FC    |
| 10 de mayo  | Guido Blanco        | Pacairigua FC | 3-0       | Arroceros FC     |

### Zona Centro Occidental
Grupo 1
|   | Equipo            | JJ | JG | JE | JP | GF | GC | PTS | DG |
| - | ----------------- | -- | -- | -- | -- | -- | -- | --- | -- |
| 1 | Talentos del Sur  | 2  | 1  | 1  | 0  | 04 | 02 | 4   | 2  |
| 2 | UD Lara           | 2  | 1  | 1  | 0  | 03 | 02 | 4   | 1  |
| 3 | Madeira Club Lara | 2  | 0  | 0  | 2  | 02 | 05 | 0   | -3 |

| Fecha       | Estadio           | Equipo local         | Resultado | Equipo visitante     |
| ----------- | ----------------- | -------------------- | --------- | -------------------- |
| 26 de abril | Farid Richa       | Unión Deportiva Lara | 2-1       | Madeira Club de Lara |
| 3 de mayo   | Club Madeira      | Madeira Club de Lara | 1-3       | Talentos del Sur     |
| 10 de mayo  | Villa Bolivariana | Talentos del Sur     | 1-1       | Unión Deportiva Lara |

Grupo 2
|   | Equipo                     | JJ | JG | JE | JP | GF | GC | PTS | DG |
| - | -------------------------- | -- | -- | -- | -- | -- | -- | --- | -- |
| 1 | Internacional Turén        | 2  | 1  | 1  | 0  | 05 | 04 | 4   | 1  |
| 2 | Ilusión Naranja Barinas FC | 2  | 0  | 1  | 1  | 04 | 05 | 1   | -1 |

| Fecha      | Estadio            | Equipo local        | Resultado | Equipo visitante    |
| ---------- | ------------------ | ------------------- | --------- | ------------------- |
| 3 de mayo  | Victor Julio Ramos | Internacional Turen | 2-2       | Ilusión Naranja FC  |
| 10 de mayo | Reinaldo Melo      | Ilusión Naranja FC  | 2-3       | Internacional Turen |

- Nota: Policía de Lara FC desistió de participar en esta edición.

Grupo 3
|   | Equipo                | JJ | JG | JE | JP | GF | GC | PTS | DG |
| - | --------------------- | -- | -- | -- | -- | -- | -- | --- | -- |
| 1 | Independiente La Fría | 2  | 1  | 1  | 0  | 04 | 01 | 4   | 3  |
| 2 | Atlético Mérida FC    | 2  | 1  | 0  | 1  | 03 | 03 | 3   | 0  |
| 3 | Politáchira FC        | 2  | 0  | 1  | 1  | 01 | 04 | 1   | -3 |

| Fecha       | Estadio                 | Equipo local           | Resultado | Equipo visitante       |
| ----------- | ----------------------- | ---------------------- | --------- | ---------------------- |
| 26 de abril | T12 de Febrero          | Policía del Táchira FC | 1-1       | Independiente La Fría  |
| 3 de mayo   | Humberto Laurano        | Independiente La Fría  | 3-0       | Atlético Mérida        |
| 10 de mayo  | Metropolitano de Mérida | Atlético Mérida        | 3-0       | Policía del Táchira FC |

## Segunda fase
En la segunda fase de la Copa Venezuela participan 28 equipos; 21 equipos de la Segunda División de Venezuela 2017 y los 7 equipos ganadores provenientes de la fase anterior. Las llaves se jugarán a partidos de ida y vuelta, en los días 24 y 28 de mayo.

### Zona Centro Oriental
| Equipo local            | Resultado     | Equipo visitante         | Ida   | Vuelta |
| ----------------------- | ------------- | ------------------------ | ----- | ------ |
| Deportivo Nueva Esparta | (2) 3 - 3 (4) | Margarita FC             | 1 - 2 | 2 - 1  |
| Minasoro FC             | 5 - 2         | Angostura FC             | 3 - 0 | 2 - 2  |
| Hermandad Gallega FC    | 5 - 9         | Petroleros de Anzoátegui | 4 - 5 | 1 - 4  |
| (v.) Pacairigua SC      | 3 - 3         | Tucanes de Amazonas      | 1 - 0 | 2 - 3  |
| Chicó de Guayana        | 2 - 4         | Lala FC                  | 1 - 2 | 1 - 2  |
| Petare FC               | 4 - 2         | UCV FC                   | 2 - 1 | 2 - 1  |
| Gran Valencia FC        | 4 - 5         | Estudiantes de Caracas   | 2 - 4 | 2 - 1  |

### Zona Centro Occidental
| Equipo local          | Resultado | Equipo visitante        | Ida   | Vuelta |
| --------------------- | --------- | ----------------------- | ----- | ------ |
| Talentos del Sur      | 3 - 5     | Llaneros de Guanare EF  | 0 - 0 | 3 - 5  |
| Internacional Turén   | 5 - 8     | Atlético Guanare        | 1 - 4 | 4 - 4  |
| Independiente La Fría | 2 - 3     | Titanes FC              | 2 - 1 | 0 - 2  |
| Unión Atlético Falcón | 5 - 0     | Academia Puerto Cabello | 4 - 0 | 1 - 0  |
| Atlético El Vigía     | 3 - 5     | ULA FC                  | 3 - 3 | 0 - 2  |
| Yaracuyanos FC        | 4 - 1     | Yaracuy FC              | 2 - 0 | 2 - 1  |
| Real Frontera SC      | 2 - 3     | Ureña SC                | 0 - 2 | 2 - 1  |

## Tercera Fase
Iniciara el 9 de agosto con los partidos de ida, quedando establecido que la vuelta se cumplirá el miércoles 23 de agosto.
Está contemplado que la tercera fase de este torneo nacional que se juega en forma simultánea con los campeonatos nacionales de primera y segunda categoría, se realizará entre los 14 clasificados de la segunda fase que se unen a los 18 conjuntos de primera división, para sumar 32 elencos.

### Dieciseisavos de final
Para esta tercera fase los equipos serán distribuidos en dos grupos: centro-oriente y centro-occidente, cada grupo con ocho llaves para un total de 16 llaves, todo por aproximación geográfica.
Los clubes se enfrentarán por eliminación directa con partidos de ida y vuelta y los ganadores clasificarán a los octavos de final.

### Zona Centro Oriental
| Equipo local             | Resultado | Equipo visitante     | Ida   | Vuelta |
| ------------------------ | --------- | -------------------- | ----- | ------ |
| Margarita FC             | 3 - 1     | Deportivo Anzoátegui | 2 - 0 | 1 - 1  |
| Minasoro FC              | 2 - 10    | Mineros de Guayana   | 2 - 5 | 0 - 5  |
| Lala FC                  | 0 - 5     | Monagas SC           | 0 - 1 | 0 - 4  |
| Petroleros de Anzoátegui | 3 - 3     | Caracas FC (v.)      | 2 - 2 | 1 - 1  |
| Pacairigua SC            | 0 - 4     | Atlético Venezuela   | 0 - 2 | 0 - 2  |
| Petare FC                | 1 - 4     | Deportivo La Guaira  | 0 - 1 | 1 - 3  |
| Estudiantes de Caracas   | 2 - 0     | Metropolitanos FC    | 0 - 0 | 2 - 0  |
| Yaracuyanos FC           | 1 - 4     | Aragua FC            | 0 - 2 | 1 - 2  |

### Zona Centro Occidental
| Equipo local             | Resultado | Equipo visitante           | Ida   | Vuelta |
| ------------------------ | --------- | -------------------------- | ----- | ------ |
| Titanes FC               | 2 - 4     | Zulia FC                   | 0 - 1 | 2 - 3  |
| ULA FC                   | 2 - 2     | Estudiantes de Mérida (v.) | 1 - 2 | 1 - 0  |
| Deportivo JBL            | 0 - 1     | Trujillanos FC             | 0 - 0 | 0 - 1  |
| (v.) Ureña SC            | 2 - 2     | Deportivo Táchira          | 1 - 0 | 1 - 2  |
| Unión Atlético Falcón    | 0 - 3     | Carabobo Fútbol Club       | 0 - 0 | 0 - 3  |
| (v.) Llaneros de Guanare | 3 - 3     | Portuguesa FC              | 1 - 1 | 2 - 2  |
| Atlético Guanare         | 1 - 7     | Deportivo Lara             | 1 - 2 | 0 - 5  |
| Atlético Socopó          | 1 - 2     | Zamora FC                  | 1 - 1 | 0 - 1  |

## Fase final
La fase final consistirá en cuatro rondas eliminatorias a doble partido. El local en la ida se encuentra en la línea de arriba, el local en la vuelta está en la línea de abajo.
Las 4 primeras series corresponden al grupo occidental mientras que las 4 últimas al grupo oriental.
|  | Octavos de final                    | Octavos de final                    | Octavos de final                    |                    |   | Cuartos de final                  | Cuartos de final                  | Cuartos de final                  |  |  | Semifinales                     | Semifinales                     | Semifinales                     |  |  | Final                            | Final                            | Final                            |
|  | 6 de septiembre al 13 de septiembre | 6 de septiembre al 13 de septiembre | 6 de septiembre al 13 de septiembre |                    |   | 27 de septiembre al 11 de octubre | 27 de septiembre al 11 de octubre | 27 de septiembre al 11 de octubre |  |  | 25 de octubre al 1 de noviembre | 25 de octubre al 1 de noviembre | 25 de octubre al 1 de noviembre |  |  | 8 de noviembre y 29 de noviembre | 8 de noviembre y 29 de noviembre | 8 de noviembre y 29 de noviembre |
|  |                                     |                                     |                                     |                    |   |                                   |                                   |                                   |  |  |                                 |                                 |                                 |  |  |                                  |                                  |                                  |
|  |                                     |                                     |                                     |                    |   |                                   |                                   |                                   |  |  |                                 |                                 |                                 |  |  |                                  |                                  |                                  |
|  |                                     |                                     |                                     |                    |   |                                   |                                   |                                   |  |  |                                 |                                 |                                 |  |  |                                  |                                  |                                  |
|  | Zulia FC                            | 2                                   | 2                                   |                    |   |                                   |                                   |                                   |  |  |                                 |                                 |                                 |  |  |                                  |                                  |                                  |
|  | Zulia FC                            | 2                                   | 2                                   |                    |   |                                   |                                   |                                   |  |  |                                 |                                 |                                 |  |  |                                  |                                  |                                  |
|  | Trujillanos FC                      | 1                                   | 0                                   |                    |   |                                   |                                   |                                   |  |  |                                 |                                 |                                 |  |  |                                  |                                  |                                  |
|  | Trujillanos FC                      | 1                                   | 0                                   | Zulia FC           | 1 | 0                                 |                                   |                                   |  |  |                                 |                                 |                                 |  |  |                                  |                                  |                                  |
|  |                                     |                                     |                                     |                    | 1 | 0                                 |                                   |                                   |  |  |                                 |                                 |                                 |  |  |                                  |                                  |                                  |
|  |                                     | Ureña SC                            | 1                                   | 2                  |   |                                   |                                   |                                   |  |  |                                 |                                 |                                 |  |  |                                  |                                  |                                  |
|  | Estudiantes de Mérida               | Ureña SC                            | 1                                   | 2                  | 1 | 1                                 |                                   |                                   |  |  |                                 |                                 |                                 |  |  |                                  |                                  |                                  |
|  | Estudiantes de Mérida               |                                     |                                     |                    | 1 | 1                                 |                                   |                                   |  |  |                                 |                                 |                                 |  |  |                                  |                                  |                                  |
|  | Ureña SC                            | 1                                   | 3                                   |                    |   |                                   |                                   |                                   |  |  |                                 |                                 |                                 |  |  |                                  |                                  |                                  |
|  | Ureña SC                            | 1                                   | 3                                   | Ureña SC           | 1 | 0                                 |                                   |                                   |  |  |                                 |                                 |                                 |  |  |                                  |                                  |                                  |
|  |                                     |                                     |                                     |                    | 1 | 0                                 |                                   |                                   |  |  |                                 |                                 |                                 |  |  |                                  |                                  |                                  |
|  |                                     | Zamora FC                           | 1                                   | 1                  |   |                                   |                                   |                                   |  |  |                                 |                                 |                                 |  |  |                                  |                                  |                                  |
|  | Carabobo FC                         | Zamora FC                           | 1                                   | 1                  | 1 | 0 (4)                             |                                   |                                   |  |  |                                 |                                 |                                 |  |  |                                  |                                  |                                  |
|  | Carabobo FC                         |                                     |                                     |                    | 1 | 0 (4)                             |                                   |                                   |  |  |                                 |                                 |                                 |  |  |                                  |                                  |                                  |
|  | Deportivo Lara                      | 0                                   | 1 (3)                               |                    |   |                                   |                                   |                                   |  |  |                                 |                                 |                                 |  |  |                                  |                                  |                                  |
|  | Deportivo Lara                      | 0                                   | 1 (3)                               | Carabobo FC        | 1 | 1                                 |                                   |                                   |  |  |                                 |                                 |                                 |  |  |                                  |                                  |                                  |
|  |                                     |                                     |                                     |                    | 1 | 1                                 |                                   |                                   |  |  |                                 |                                 |                                 |  |  |                                  |                                  |                                  |
|  |                                     | Zamora FC                           | 2                                   | 2                  |   |                                   |                                   |                                   |  |  |                                 |                                 |                                 |  |  |                                  |                                  |                                  |
|  | Llaneros de Guanare                 | Zamora FC                           | 2                                   | 2                  | 1 | 1                                 |                                   |                                   |  |  |                                 |                                 |                                 |  |  |                                  |                                  |                                  |
|  | Llaneros de Guanare                 |                                     |                                     |                    | 1 | 1                                 |                                   |                                   |  |  |                                 |                                 |                                 |  |  |                                  |                                  |                                  |
|  | Zamora FC                           | 3                                   | 2                                   |                    |   |                                   |                                   |                                   |  |  |                                 |                                 |                                 |  |  |                                  |                                  |                                  |
|  | Zamora FC                           | 3                                   | 2                                   | Zamora FC          | 1 | 3                                 |                                   |                                   |  |  |                                 |                                 |                                 |  |  |                                  |                                  |                                  |
|  |                                     |                                     |                                     |                    | 1 | 3                                 |                                   |                                   |  |  |                                 |                                 |                                 |  |  |                                  |                                  |                                  |
|  |                                     | Mineros de Guayana                  | 1                                   | 4                  |   |                                   |                                   |                                   |  |  |                                 |                                 |                                 |  |  |                                  |                                  |                                  |
|  | Mineros de Guayana (v.)             | Mineros de Guayana                  | 1                                   | 4                  | 1 | 3                                 |                                   |                                   |  |  |                                 |                                 |                                 |  |  |                                  |                                  |                                  |
|  | Mineros de Guayana (v.)             |                                     |                                     |                    | 1 | 3                                 |                                   |                                   |  |  |                                 |                                 |                                 |  |  |                                  |                                  |                                  |
|  | Caracas FC                          | 2                                   | 2                                   |                    |   |                                   |                                   |                                   |  |  |                                 |                                 |                                 |  |  |                                  |                                  |                                  |
|  | Caracas FC                          | 2                                   | 2                                   | Mineros de Guayana | 4 | 1                                 |                                   |                                   |  |  |                                 |                                 |                                 |  |  |                                  |                                  |                                  |
|  |                                     |                                     |                                     |                    | 4 | 1                                 |                                   |                                   |  |  |                                 |                                 |                                 |  |  |                                  |                                  |                                  |
|  |                                     | Margarita FC                        | 1                                   | 0                  |   |                                   |                                   |                                   |  |  |                                 |                                 |                                 |  |  |                                  |                                  |                                  |
|  | Margarita FC                        | Margarita FC                        | 1                                   | 0                  | 0 | 3                                 |                                   |                                   |  |  |                                 |                                 |                                 |  |  |                                  |                                  |                                  |
|  | Margarita FC                        |                                     |                                     |                    | 0 | 3                                 |                                   |                                   |  |  |                                 |                                 |                                 |  |  |                                  |                                  |                                  |
|  | Monagas SC                          | 0                                   | 2                                   |                    |   |                                   |                                   |                                   |  |  |                                 |                                 |                                 |  |  |                                  |                                  |                                  |
|  | Monagas SC                          | 0                                   | 2                                   | Mineros de Guayana | 2 | 2                                 |                                   |                                   |  |  |                                 |                                 |                                 |  |  |                                  |                                  |                                  |
|  |                                     |                                     |                                     |                    | 2 | 2                                 |                                   |                                   |  |  |                                 |                                 |                                 |  |  |                                  |                                  |                                  |
|  |                                     | Estudiantes de Caracas              | 0                                   | 0                  |   |                                   |                                   |                                   |  |  |                                 |                                 |                                 |  |  |                                  |                                  |                                  |
|  | Deportivo La Guaira                 | Estudiantes de Caracas              | 0                                   | 0                  | 1 | 0 (3)                             |                                   |                                   |  |  |                                 |                                 |                                 |  |  |                                  |                                  |                                  |
|  | Deportivo La Guaira                 |                                     |                                     |                    | 1 | 0 (3)                             |                                   |                                   |  |  |                                 |                                 |                                 |  |  |                                  |                                  |                                  |
|  | Aragua FC                           | 0                                   | 1 (5)                               |                    |   |                                   |                                   |                                   |  |  |                                 |                                 |                                 |  |  |                                  |                                  |                                  |
|  | Aragua FC                           | 0                                   | 1 (5)                               | Aragua FC          | 2 | 1                                 |                                   |                                   |  |  |                                 |                                 |                                 |  |  |                                  |                                  |                                  |
|  |                                     |                                     |                                     |                    | 2 | 1                                 |                                   |                                   |  |  |                                 |                                 |                                 |  |  |                                  |                                  |                                  |
|  |                                     | Estudiantes de Caracas (v.)         | 2                                   | 1                  |   |                                   |                                   |                                   |  |  |                                 |                                 |                                 |  |  |                                  |                                  |                                  |
|  | Atlético Venezuela                  | Estudiantes de Caracas (v.)         | 2                                   | 1                  | 2 | 0                                 |                                   |                                   |  |  |                                 |                                 |                                 |  |  |                                  |                                  |                                  |
|  | Atlético Venezuela                  |                                     |                                     |                    | 2 | 0                                 |                                   |                                   |  |  |                                 |                                 |                                 |  |  |                                  |                                  |                                  |
|  | Estudiantes de Caracas (v.)         | 2                                   | 0                                   |                    |   |                                   |                                   |                                   |  |  |                                 |                                 |                                 |  |  |                                  |                                  |                                  |

### Octavos de final

#### Zulia-Trujillanos
| 6 de septiembre de 2017, 16:00 | Zulia                                        | 2:1 (0:1) | Trujillanos      | Estadio José Encarnación Romero, Maracaibo                |                                                           |
|                                | Marlon Bastardo 86' (a.g.) · César Gómez 89' | Reporte   | Francis Sosa 36' | Asistencia: 1.638 espectadores Árbitro(s): Eduardo Mármol | Asistencia: 1.638 espectadores Árbitro(s): Eduardo Mármol |

| 13 de septiembre de 2017, 17:00 | Trujillanos | 0:2 (0:1) | Zulia                               | Estadio José Alberto Pérez, Valera                       |                                                          |
|                                 |             | Reporte   | Sergio Unrein 22' · Marco Gómez 53' | Asistencia: 335 espectadores Árbitro(s): Leonardo Caripa | Asistencia: 335 espectadores Árbitro(s): Leonardo Caripa |

#### Estudiantes de Mérida-Ureña
| 6 de septiembre de 2017, 19:00 | Estudiantes de Mérida | 1:1 (0:1) | Ureña              | Estadio Metropolitano de Mérida, Mérida                  |                                                          |
|                                | Luz Rodríguez 90+2'   | Reporte   | Arbey Mosquera 17' | Asistencia: 1.730 espectadores Árbitro(s): Marcos Suárez | Asistencia: 1.730 espectadores Árbitro(s): Marcos Suárez |

| 13 de septiembre de 2017, 19:00 | Ureña                                                 | 3:1 (0:0) | Estudiantes de Mérida | Estadio Alfonso Rojas, Ureña                            |                                                         |
|                                 | Luis Chacón 66' 83' (pen.) · Julio Caicedo 85' (pen.) | Reporte   | Juan Muriel 51'       | Asistencia: 520 espectadores Árbitro(s): José Luis Hoyo | Asistencia: 520 espectadores Árbitro(s): José Luis Hoyo |

#### Carabobo-Lara
| 6 de septiembre de 2017, 19:00 | Carabobo               | 1:0 (0:0) | Deportivo Lara | Polideportivo Misael Delgado, Valencia                  |                                                         |
|                                | Federico Silvestre 75' | Reporte   |                | Asistencia: 1.365 espectadores Árbitro(s): Ramón Ortega | Asistencia: 1.365 espectadores Árbitro(s): Ramón Ortega |

| 13 de septiembre de 2017, 16:00 | Deportivo Lara                                                           | 1:0 (0:0) (3:4 p.)         | Carabobo                                                                       | Estadio Metropolitano de Cabudare, Cabudare                 |                                                             |
|                                 | Lucas Gómez 79'                                                          | Reporte                    |                                                                                | Asistencia: 1.457 espectadores Árbitro(s): Marlon Escalante | Asistencia: 1.457 espectadores Árbitro(s): Marlon Escalante |
|                                 |                                                                          | Tiros desde el punto penal |                                                                                |                                                             |                                                             |
|                                 | Lucas Gómez · Carlos Sierra · Jesus González · José Reyes · Henri Pernía |                            | Carlos Suárez · Eduard Bello · Marlon Fernández · Juan Colina · Cristian Novoa |                                                             |                                                             |

#### Llaneros-Zamora
| 6 de septiembre de 2017, 19:00 | Llaneros                    | 1:3 (1:0) | Zamora                                                   | Estadio Rafael Calles Pinto, Guanare                     |                                                          |
|                                | Darvis Rodríguez 20' (pen.) |           | Víctor Rivero 73' · Anthony Uribe 81' · Eduardo Sosa 88' | Asistencia: 720 espectadores Árbitro(s): José Luis Hoyos | Asistencia: 720 espectadores Árbitro(s): José Luis Hoyos |

| 13 de septiembre de 2017, 19:30 | Zamora                                             | 2:1 (0:0) | Llaneros            | Estadio Agustín Tovar, Barinas                      |                                                     |
|                                 | Antony Trujillo 50' (pen.) · Jhon Pérez 58' (a.g.) | Reporte   | Víctor Rentería 90' | Asistencia: 597 espectadores Árbitro(s): Luis Salas | Asistencia: 597 espectadores Árbitro(s): Luis Salas |

#### Margarita-Monagas
| 6 de septiembre de 2017, 15:30 | Margarita | 0:0     | Monagas | Ciudad Deportiva, Pampatar                              |                                                         |
|                                |           | Reporte |         | Asistencia: 142 espectadores Árbitro(s): Anderson Tovar | Asistencia: 142 espectadores Árbitro(s): Anderson Tovar |

| 13 de septiembre de 2017, 19:00 | Monagas                                | 2:3 (2:1) | Margarita                                   | Estadio Monumental de Maturín, Maturin                  |                                                         |
|                                 | Vicente Rodríguez 1' · Luis Guerra 44' | Reporte   | Elicer Mina 45+1' 47' · Ivan Sandoval 90+5' | Asistencia: 1.423 espectadores Árbitro(s): Luis Cobeñas | Asistencia: 1.423 espectadores Árbitro(s): Luis Cobeñas |

#### Mineros-Caracas
| 6 de septiembre de 2017, 19:00 | Mineros de Guayana | 1:2 (1:2) | Caracas               | Estadio Cachamay, Ciudad Guayana                           |                                                            |
|                                | Charlis Ortiz 2'   | Reporte   | Edwuin Pernía 30' 37' | Asistencia: 1.568 espectadores Árbitro(s): Francisco López | Asistencia: 1.568 espectadores Árbitro(s): Francisco López |

| 13 de septiembre de 2017, 19:00 | Caracas                                       | 2:3 (1:0) | Mineros de Guayana                                         | Estadio Olímpico de la UCV, Caracas                      |                                                          |
|                                 | Ronaldo Chacón 11' · Fernando Aristigueta 88' | Reporte   | Brayan Hurtado 75' · Ángel Faría 86' · Julio Machado 90+5' | Asistencia: 2.293 espectadores Árbitro(s): Ángel Arteaga | Asistencia: 2.293 espectadores Árbitro(s): Ángel Arteaga |

#### Atlético Venezuela-Estudiantes de Caracas
| 6 de septiembre de 2015, 19:00 | Atlético Venezuela                      | 2:2 (2:0) | Estudiantes de Caracas                       | Estadio Brígido Iriarte, Caracas                        |                                                         |
|                                | Alexander Molina 2' · Jonny Mirabal 37' | Reporte   | Ricardo Halley 69' · Yonder Silva 83' (pen.) | Asistencia: 340 espectadores Árbitro(s): Alexis Herrera | Asistencia: 340 espectadores Árbitro(s): Alexis Herrera |

| 13 de septiembre de 2017, 19:00 | Estudiantes de Caracas | 0:0     | Atlético Venezuela | Estadio Brígido Iriarte, Caracas                        |                                                         |
|                                 |                        | Reporte |                    | Asistencia: 761 espectadores Árbitro(s): Anderson Tovar | Asistencia: 761 espectadores Árbitro(s): Anderson Tovar |

#### La Guaira-Aragua
| 6 de septiembre de 2017, 19:00 | Deportivo La Guaira | 1:0 (1:0) | Aragua FC | Estadio Olímpico de la UCV, Caracas                      |                                                          |
|                                | Vicente Suanno 44'  | Reporte   |           | Asistencia: 213 espectadores Árbitro(s): Leonardo Caripa | Asistencia: 213 espectadores Árbitro(s): Leonardo Caripa |

| 13 de septiembre de 2017, 17:00 | Aragua FC                                                                  | 1:0 (1:0) (5:3 p.)         | Deportivo La Guaira                                           | Estadio Olímpico Hermanos Ghersi, Maracay |                           |
|                                 | Juan García 45'                                                            | Reporte                    |                                                               | Árbitro(s): Marcos Suárez                 | Árbitro(s): Marcos Suárez |
|                                 |                                                                            | Tiros desde el punto penal |                                                               |                                           |                           |
|                                 | Jesús Lugo · Alberto Cabello · Ynmer González · César Urpín · Arnold López |                            | Walter Ibañez · Edwin Peraza · César González · David Centeno |                                           |                           |

### Cuartos de final

#### Zulia-Ureña
| 27 de septiembre de 2017, 16:00 | Zulia FC          | 1:1 (1:0) | Ureña SC       | Estadio José Encarnación Romero, Maracaibo                 |                                                            |
|                                 | Sergio Unrein 32' | Reporte   | Juan Ortíz 49' | Asistencia: 938 espectadores Árbitro(s): Elvis Monasterios | Asistencia: 938 espectadores Árbitro(s): Elvis Monasterios |

| 11 de octubre de 2017 , 16:00 | Ureña SC              | 2:0 (0:0) | Zulia FC | Estadio de la UCAT, San Cristóbal                         |                                                           |
|                               | Julio Caicedo 38' 63' | Reporte   |          | Asistencia: 1.600 espectadores Árbitro(s): Freddy Briceño | Asistencia: 1.600 espectadores Árbitro(s): Freddy Briceño |

#### Carabobo-Zamora
| 27 de septiembre de 2017, 19:00 | Carabobo FC          | 1:2 (0:0) | Zamora FC                                 | Polideportivo Misael Delgado, Valencia               |                                                      |
|                                 | Cristian Novoa 90+1' | Reporte   | Diego García 52' · Óscar Rodas 76' (pen.) | Asistencia: 1.760 espectadores Árbitro(s): Juan Soto | Asistencia: 1.760 espectadores Árbitro(s): Juan Soto |

| 11 de octubre de 2017 , 19:30 | Zamora FC               | 2:1 (1:1) | Carabobo FC     | Estadio Agustín Tovar, Barinas                         |                                                        |
|                               | Anthony Uribe 14' 90+4' | Reporte   | Eduard Bello 6' | Asistencia: 1.901 espectadores Árbitro(s): Juan Cabeza | Asistencia: 1.901 espectadores Árbitro(s): Juan Cabeza |

#### Mineros-Margarita
| 27 de septiembre de 2017, 19:00 | Mineros de Guayana                                               | 4:1 (2:1) | Margarita FC    | Estadio Cachamay, Ciudad Guayana                              |                                                               |
|                                 | Johan Arrieche 37' 57' · Rodderyk Perozo 45' · Charlis Ortiz 75' | Reporte   | Elieser Mina 6' | Asistencia: 2.143 espectadores Árbitro(s): Orlando Bracamonte | Asistencia: 2.143 espectadores Árbitro(s): Orlando Bracamonte |

| 11 de octubre de 2017, 15:30 | Margarita FC | 0:1 (0:1) | Mineros de Guayana   | Ciudad Deportiva, Pampatar                             |                                                        |
|                              |              | Reporte   | Edson Castillo 45+1' | Asistencia: 108 espectadores Árbitro(s): Darwin Cabeza | Asistencia: 108 espectadores Árbitro(s): Darwin Cabeza |

#### Aragua-Estudiantes de Caracas
| 27 de septiembre de 2017, 17:00 | Aragua FC                                | 2:2 (1:1) | Estudiantes de Caracas                 | Estadio Olímpico Hermanos Ghersi Páez, Maracay           |                                                          |
|                                 | Framber Villegas 20' · Edgar Bonilla 68' | Reporte   | Diego Mendoza 10' · Enrique Oberto 79' | Asistencia: 1.774 espectadores Árbitro(s): Angel Arteaga | Asistencia: 1.774 espectadores Árbitro(s): Angel Arteaga |

| 11 de octubre de 2017, 19:00 | Estudiantes de Caracas | 1:1 (1:0) | Aragua FC                | Estadio Brígido Iriarte, Caracas                            |                                                             |
|                              | Jean Fuentes 3'        | Reporte   | Álvaro Forero 56' (a.g.) | Asistencia: 1.067 espectadores Árbitro(s): Jesús Valenzuela | Asistencia: 1.067 espectadores Árbitro(s): Jesús Valenzuela |

### Semifinal

#### Ureña SC-Zamora FC
| 25 de octubre de 2017, 19:00 | Ureña SC                 | 1:1 (0:0) | Zamora FC           | Estadio de la UCAT, San Cristóbal                         |                                                           |
|                              | Julio Caicedo 87' (pen.) | Reporte   | Óscar Hernández 57' | Asistencia: 1.381 espectadores Árbitro(s): Alexis Herrera | Asistencia: 1.381 espectadores Árbitro(s): Alexis Herrera |

| 1 de noviembre de 2017, 19:30 | Zamora FC       | 1:0 (0:0) | Ureña SC | Estadio Agustín Tovar, Barinas                                |                                                               |
|                               | Juan Falcón 87' | Reporte   |          | Asistencia: 2.709 espectadores Árbitro(s): Orlando Bracamonte | Asistencia: 2.709 espectadores Árbitro(s): Orlando Bracamonte |

#### Mineros de Guayana-Estudiantes de Caracas SC
| 25 de octubre de 2017, 19:00 | Mineros de Guayana                     | 2:0 (0:0) | Estudiantes de Caracas | Estadio Cachamay, Ciudad Guayana                          |                                                           |
|                              | Charlis Ortiz 55' · Brayan Hurtado 63' | Reporte   |                        | Asistencia: 1.108 espectadores Árbitro(s): Eduardo Mármol | Asistencia: 1.108 espectadores Árbitro(s): Eduardo Mármol |

| 1 de noviembre de 2017, 19:00 | Estudiantes de Caracas | 0:2 (0:0) | Mineros de Guayana                       | Estadio Brigido Iriarte, Caracas                        |                                                         |
|                               |                        | Reporte   | Brayan Hurtado 56' · Rolando Escobar 81' | Asistencia: 720 espectadores Árbitro(s): José Luis Hoyo | Asistencia: 720 espectadores Árbitro(s): José Luis Hoyo |

### Final
Mineros de Guayana - Zamora FC

#### Ida
| 22    | Guardameta     | Joel Graterol    |     |
| 27    | Defensa        | Kevin De la Hoz  | 55' |
| 2     | Defensa        | Javier Maldonado |     |
| 23    | Defensa        | Óscar Hernández  |     |
| 12    | Defensa        | Mayker González  |     |
| 8     | Centrocampista | Luis Melo        |     |
| 28    | Centrocampista | Anderson Cardozo |     |
| 24    | Centrocampista | Brian Mendoza    |     |
| 18    | Centrocampista | Ángel Osorio     | 62' |
| 9     | Delantero      | Anthony Uribe    |     |
| 11    | Delantero      | Juan Falcón      | 78' |
| D. T. | D. T.          | Alí Cañas        |     |

| 55    | Guardameta     | Luis Romero      | 9'  |
| 1     | Defensa        | Ángel Faria      |     |
| 13    | Defensa        | Anthony Matos    |     |
| 14    | Defensa        | José Marrufo     |     |
| 30    | Defensa        | José Granados    |     |
| 6     | Centrocampista | Francisco Flores |     |
| 19    | Centrocampista | Francisco Pol    | 80' |
| 10    | Centrocampista | Rolando Escobar  | 62' |
| 11    | Centrocampista | Charlis Ortiz    |     |
| 15    | Delantero      | Yaimil Medina    |     |
| 9     | Delantero      | Richard Blanco   |     |
| D. T. | D. T.          | Juan Tolisano    |     |

| 3  | Defensa        | Cleiderman Osorio | 55' |
| 10 | Centrocampista | Eduardo Sosa      | 62' |
| 7  | Delantero      | Erickson Gallardo | 78' |

| 22 | Guardameta     | Mario Santilli | 9'  |
| 7  | Centrocampista | Argenis Gómez  | 62' |
| 8  | Centrocampista | Edson Castillo | 80' |

| 51' | Anthony Uribe | 1:0 |

| 84' | Charlis Ortiz | 1:1 |

| 66' · 75' | Óscar Hernández Luis Melo |

| 72' · 77' | Ángel Faria Francisco Pol |

| Principal  | Freddy Briceño     |
| Asistentes | Francisco González |
|            | Mauricio Torrealba |
| Cuarto     | Jean Gómez         |

| 22    | Guardameta     | Joel Graterol    |     |
| 27    | Defensa        | Kevin De la Hoz  | 55' |
| 2     | Defensa        | Javier Maldonado |     |
| 23    | Defensa        | Óscar Hernández  |     |
| 12    | Defensa        | Mayker González  |     |
| 8     | Centrocampista | Luis Melo        |     |
| 28    | Centrocampista | Anderson Cardozo |     |
| 24    | Centrocampista | Brian Mendoza    |     |
| 18    | Centrocampista | Ángel Osorio     | 62' |
| 9     | Delantero      | Anthony Uribe    |     |
| 11    | Delantero      | Juan Falcón      | 78' |
| D. T. | D. T.          | Alí Cañas        |     |

| 55    | Guardameta     | Luis Romero      | 9'  |
| 1     | Defensa        | Ángel Faria      |     |
| 13    | Defensa        | Anthony Matos    |     |
| 14    | Defensa        | José Marrufo     |     |
| 30    | Defensa        | José Granados    |     |
| 6     | Centrocampista | Francisco Flores |     |
| 19    | Centrocampista | Francisco Pol    | 80' |
| 10    | Centrocampista | Rolando Escobar  | 62' |
| 11    | Centrocampista | Charlis Ortiz    |     |
| 15    | Delantero      | Yaimil Medina    |     |
| 9     | Delantero      | Richard Blanco   |     |
| D. T. | D. T.          | Juan Tolisano    |     |

| 3  | Defensa        | Cleiderman Osorio | 55' |
| 10 | Centrocampista | Eduardo Sosa      | 62' |
| 7  | Delantero      | Erickson Gallardo | 78' |

| 22 | Guardameta     | Mario Santilli | 9'  |
| 7  | Centrocampista | Argenis Gómez  | 62' |
| 8  | Centrocampista | Edson Castillo | 80' |

| 51' | Anthony Uribe | 1:0 |

| 84' | Charlis Ortiz | 1:1 |

| 66' · 75' | Óscar Hernández Luis Melo |

| 72' · 77' | Ángel Faria Francisco Pol |

| Principal  | Freddy Briceño     |
| Asistentes | Francisco González |
|            | Mauricio Torrealba |
| Cuarto     | Jean Gómez         |

| 22    | Guardameta     | Joel Graterol    |     |
| 27    | Defensa        | Kevin De la Hoz  | 55' |
| 2     | Defensa        | Javier Maldonado |     |
| 23    | Defensa        | Óscar Hernández  |     |
| 12    | Defensa        | Mayker González  |     |
| 8     | Centrocampista | Luis Melo        |     |
| 28    | Centrocampista | Anderson Cardozo |     |
| 24    | Centrocampista | Brian Mendoza    |     |
| 18    | Centrocampista | Ángel Osorio     | 62' |
| 9     | Delantero      | Anthony Uribe    |     |
| 11    | Delantero      | Juan Falcón      | 78' |
| D. T. | D. T.          | Alí Cañas        |     |

| 55    | Guardameta     | Luis Romero      | 9'  |
| 1     | Defensa        | Ángel Faria      |     |
| 13    | Defensa        | Anthony Matos    |     |
| 14    | Defensa        | José Marrufo     |     |
| 30    | Defensa        | José Granados    |     |
| 6     | Centrocampista | Francisco Flores |     |
| 19    | Centrocampista | Francisco Pol    | 80' |
| 10    | Centrocampista | Rolando Escobar  | 62' |
| 11    | Centrocampista | Charlis Ortiz    |     |
| 15    | Delantero      | Yaimil Medina    |     |
| 9     | Delantero      | Richard Blanco   |     |
| D. T. | D. T.          | Juan Tolisano    |     |

| 3  | Defensa        | Cleiderman Osorio | 55' |
| 10 | Centrocampista | Eduardo Sosa      | 62' |
| 7  | Delantero      | Erickson Gallardo | 78' |

| 22 | Guardameta     | Mario Santilli | 9'  |
| 7  | Centrocampista | Argenis Gómez  | 62' |
| 8  | Centrocampista | Edson Castillo | 80' |

| 51' | Anthony Uribe | 1:0 |

| 84' | Charlis Ortiz | 1:1 |

| 66' · 75' | Óscar Hernández Luis Melo |

| 72' · 77' | Ángel Faria Francisco Pol |

| Principal  | Freddy Briceño     |
| Asistentes | Francisco González |
|            | Mauricio Torrealba |
| Cuarto     | Jean Gómez         |

| 22    | Guardameta     | Joel Graterol    |     |
| 27    | Defensa        | Kevin De la Hoz  | 55' |
| 2     | Defensa        | Javier Maldonado |     |
| 23    | Defensa        | Óscar Hernández  |     |
| 12    | Defensa        | Mayker González  |     |
| 8     | Centrocampista | Luis Melo        |     |
| 28    | Centrocampista | Anderson Cardozo |     |
| 24    | Centrocampista | Brian Mendoza    |     |
| 18    | Centrocampista | Ángel Osorio     | 62' |
| 9     | Delantero      | Anthony Uribe    |     |
| 11    | Delantero      | Juan Falcón      | 78' |
| D. T. | D. T.          | Alí Cañas        |     |

| 55    | Guardameta     | Luis Romero      | 9'  |
| 1     | Defensa        | Ángel Faria      |     |
| 13    | Defensa        | Anthony Matos    |     |
| 14    | Defensa        | José Marrufo     |     |
| 30    | Defensa        | José Granados    |     |
| 6     | Centrocampista | Francisco Flores |     |
| 19    | Centrocampista | Francisco Pol    | 80' |
| 10    | Centrocampista | Rolando Escobar  | 62' |
| 11    | Centrocampista | Charlis Ortiz    |     |
| 15    | Delantero      | Yaimil Medina    |     |
| 9     | Delantero      | Richard Blanco   |     |
| D. T. | D. T.          | Juan Tolisano    |     |

| 3  | Defensa        | Cleiderman Osorio | 55' |
| 10 | Centrocampista | Eduardo Sosa      | 62' |
| 7  | Delantero      | Erickson Gallardo | 78' |

| 22 | Guardameta     | Mario Santilli | 9'  |
| 7  | Centrocampista | Argenis Gómez  | 62' |
| 8  | Centrocampista | Edson Castillo | 80' |

| 51' | Anthony Uribe | 1:0 |

| 84' | Charlis Ortiz | 1:1 |

| 66' · 75' | Óscar Hernández Luis Melo |

| 72' · 77' | Ángel Faria Francisco Pol |

| Principal  | Freddy Briceño     |
| Asistentes | Francisco González |
|            | Mauricio Torrealba |
| Cuarto     | Jean Gómez         |

#### Vuelta
| 22    | Guardameta     | Mario Santilli     |     |
| 1     | Defensa        | Ángel Faria        |     |
| 13    | Defensa        | Anthony Matos      |     |
| 14    | Defensa        | José Marrufo       |     |
| 30    | Defensa        | José Luis Granados |     |
| 6     | Centrocampista | Francisco Flores   |     |
| 19    | Centrocampista | Francisco Pol      | 58' |
| 10    | Centrocampista | Rolando Escobar    | 68' |
| 15    | Centrocampista | Yaimil Medina      |     |
| 11    | Delantero      | Charlis Ortiz      |     |
| 9     | Delantero      | Richard Blanco     | 62' |
| D. T. | D. T.          | Juan Tolisano      |     |

| 22    | Guardameta     | Joel Graterol    |     |
| 27    | Defensa        | Kevin De la Hoz  |     |
| 23    | Defensa        | Óscar Hernández  |     |
| 5     | Defensa        | Jorge González   |     |
| 12    | Defensa        | Mayker González  |     |
| 4     | Centrocampista | Christian Makoun | 69' |
| 8     | Centrocampista | Luis Melo        |     |
| 14    | Centrocampista | Diego García     | 57' |
| 18    | Centrocampista | Ángel Osorio     | 69' |
| 9     | Delantero      | Anthony Uribe    |     |
| 11    | Delantero      | Juan Falcón      |     |
| D. T. | D. T.          | Alí Cañas        |     |

| 8  | Centrocampista | Edson Castillo | 58' |
| 7  | Delantero      | Johan Arrieche | 62' |
| 21 | Centrocampista | Argenis Gómez  | 68' |

| 20 | Centrocampista | Rodolfo Marcano | 53' |
| 24 | Centrocampista | Brayan Mendoza  | 69' |
| 30 | Centrocampista | Marcelo Moreno  | 69' |

| 15' · 33' · 46' · 53' | Rolando Escobar Richard Blanco Charlis Ortiz | 1:0 2:0 3:0 4:0 |

| 64' · 75' · 83' | Anthony Uribe Rodolfo Marcano | 4:1 4:2 4:3 |

| 40' · 89' | Francisco Pol Argenia Gómez |

| 13' · 38' | Luis Melo Juan Falcón |

| Principal  | José Argote     |
| Asistentes | Jorge Urrego    |
|            | Carlos López    |
| Cuarto     | Francisco López |

| 22    | Guardameta     | Mario Santilli     |     |
| 1     | Defensa        | Ángel Faria        |     |
| 13    | Defensa        | Anthony Matos      |     |
| 14    | Defensa        | José Marrufo       |     |
| 30    | Defensa        | José Luis Granados |     |
| 6     | Centrocampista | Francisco Flores   |     |
| 19    | Centrocampista | Francisco Pol      | 58' |
| 10    | Centrocampista | Rolando Escobar    | 68' |
| 15    | Centrocampista | Yaimil Medina      |     |
| 11    | Delantero      | Charlis Ortiz      |     |
| 9     | Delantero      | Richard Blanco     | 62' |
| D. T. | D. T.          | Juan Tolisano      |     |

| 22    | Guardameta     | Joel Graterol    |     |
| 27    | Defensa        | Kevin De la Hoz  |     |
| 23    | Defensa        | Óscar Hernández  |     |
| 5     | Defensa        | Jorge González   |     |
| 12    | Defensa        | Mayker González  |     |
| 4     | Centrocampista | Christian Makoun | 69' |
| 8     | Centrocampista | Luis Melo        |     |
| 14    | Centrocampista | Diego García     | 57' |
| 18    | Centrocampista | Ángel Osorio     | 69' |
| 9     | Delantero      | Anthony Uribe    |     |
| 11    | Delantero      | Juan Falcón      |     |
| D. T. | D. T.          | Alí Cañas        |     |

| 8  | Centrocampista | Edson Castillo | 58' |
| 7  | Delantero      | Johan Arrieche | 62' |
| 21 | Centrocampista | Argenis Gómez  | 68' |

| 20 | Centrocampista | Rodolfo Marcano | 53' |
| 24 | Centrocampista | Brayan Mendoza  | 69' |
| 30 | Centrocampista | Marcelo Moreno  | 69' |

| 15' · 33' · 46' · 53' | Rolando Escobar Richard Blanco Charlis Ortiz | 1:0 2:0 3:0 4:0 |

| 64' · 75' · 83' | Anthony Uribe Rodolfo Marcano | 4:1 4:2 4:3 |

| 40' · 89' | Francisco Pol Argenia Gómez |

| 13' · 38' | Luis Melo Juan Falcón |

| Principal  | José Argote     |
| Asistentes | Jorge Urrego    |
|            | Carlos López    |
| Cuarto     | Francisco López |

| 22    | Guardameta     | Mario Santilli     |     |
| 1     | Defensa        | Ángel Faria        |     |
| 13    | Defensa        | Anthony Matos      |     |
| 14    | Defensa        | José Marrufo       |     |
| 30    | Defensa        | José Luis Granados |     |
| 6     | Centrocampista | Francisco Flores   |     |
| 19    | Centrocampista | Francisco Pol      | 58' |
| 10    | Centrocampista | Rolando Escobar    | 68' |
| 15    | Centrocampista | Yaimil Medina      |     |
| 11    | Delantero      | Charlis Ortiz      |     |
| 9     | Delantero      | Richard Blanco     | 62' |
| D. T. | D. T.          | Juan Tolisano      |     |

| 22    | Guardameta     | Joel Graterol    |     |
| 27    | Defensa        | Kevin De la Hoz  |     |
| 23    | Defensa        | Óscar Hernández  |     |
| 5     | Defensa        | Jorge González   |     |
| 12    | Defensa        | Mayker González  |     |
| 4     | Centrocampista | Christian Makoun | 69' |
| 8     | Centrocampista | Luis Melo        |     |
| 14    | Centrocampista | Diego García     | 57' |
| 18    | Centrocampista | Ángel Osorio     | 69' |
| 9     | Delantero      | Anthony Uribe    |     |
| 11    | Delantero      | Juan Falcón      |     |
| D. T. | D. T.          | Alí Cañas        |     |

| 8  | Centrocampista | Edson Castillo | 58' |
| 7  | Delantero      | Johan Arrieche | 62' |
| 21 | Centrocampista | Argenis Gómez  | 68' |

| 20 | Centrocampista | Rodolfo Marcano | 53' |
| 24 | Centrocampista | Brayan Mendoza  | 69' |
| 30 | Centrocampista | Marcelo Moreno  | 69' |

| 15' · 33' · 46' · 53' | Rolando Escobar Richard Blanco Charlis Ortiz | 1:0 2:0 3:0 4:0 |

| 64' · 75' · 83' | Anthony Uribe Rodolfo Marcano | 4:1 4:2 4:3 |

| 40' · 89' | Francisco Pol Argenia Gómez |

| 13' · 38' | Luis Melo Juan Falcón |

| Principal  | José Argote     |
| Asistentes | Jorge Urrego    |
|            | Carlos López    |
| Cuarto     | Francisco López |

| 22    | Guardameta     | Mario Santilli     |     |
| 1     | Defensa        | Ángel Faria        |     |
| 13    | Defensa        | Anthony Matos      |     |
| 14    | Defensa        | José Marrufo       |     |
| 30    | Defensa        | José Luis Granados |     |
| 6     | Centrocampista | Francisco Flores   |     |
| 19    | Centrocampista | Francisco Pol      | 58' |
| 10    | Centrocampista | Rolando Escobar    | 68' |
| 15    | Centrocampista | Yaimil Medina      |     |
| 11    | Delantero      | Charlis Ortiz      |     |
| 9     | Delantero      | Richard Blanco     | 62' |
| D. T. | D. T.          | Juan Tolisano      |     |

| 22    | Guardameta     | Joel Graterol    |     |
| 27    | Defensa        | Kevin De la Hoz  |     |
| 23    | Defensa        | Óscar Hernández  |     |
| 5     | Defensa        | Jorge González   |     |
| 12    | Defensa        | Mayker González  |     |
| 4     | Centrocampista | Christian Makoun | 69' |
| 8     | Centrocampista | Luis Melo        |     |
| 14    | Centrocampista | Diego García     | 57' |
| 18    | Centrocampista | Ángel Osorio     | 69' |
| 9     | Delantero      | Anthony Uribe    |     |
| 11    | Delantero      | Juan Falcón      |     |
| D. T. | D. T.          | Alí Cañas        |     |

| 8  | Centrocampista | Edson Castillo | 58' |
| 7  | Delantero      | Johan Arrieche | 62' |
| 21 | Centrocampista | Argenis Gómez  | 68' |

| 20 | Centrocampista | Rodolfo Marcano | 53' |
| 24 | Centrocampista | Brayan Mendoza  | 69' |
| 30 | Centrocampista | Marcelo Moreno  | 69' |

| 15' · 33' · 46' · 53' | Rolando Escobar Richard Blanco Charlis Ortiz | 1:0 2:0 3:0 4:0 |

| 64' · 75' · 83' | Anthony Uribe Rodolfo Marcano | 4:1 4:2 4:3 |

| 40' · 89' | Francisco Pol Argenia Gómez |

| 13' · 38' | Luis Melo Juan Falcón |

| Principal  | José Argote     |
| Asistentes | Jorge Urrego    |
|            | Carlos López    |
| Cuarto     | Francisco López |

| Campeón                                                              |
| Club Deportivo Mineros de Guayana Clasifica a Copa Sudamericana 2018 |

## Tabla de Goleadores
| DEL                                           | Charlis Ortiz  | Mineros de Guayana | 6 |
| DEL                                           | Anthony Uribe  | Zamora FC          | 5 |
| DEL                                           | Johan Arrieche | Mineros de Guayana | 4 |
| DEL                                           | Julio Caicedo  | Ureña Sport Club   | 4 |
| DEL                                           | Brayan Hurtado | Mineros de Guayana | 3 |
| Última actualización: 3 de diciembre de 2017. |                |                    |   |